# MOL Magyar Olaj- és Gázipari Nyrt.

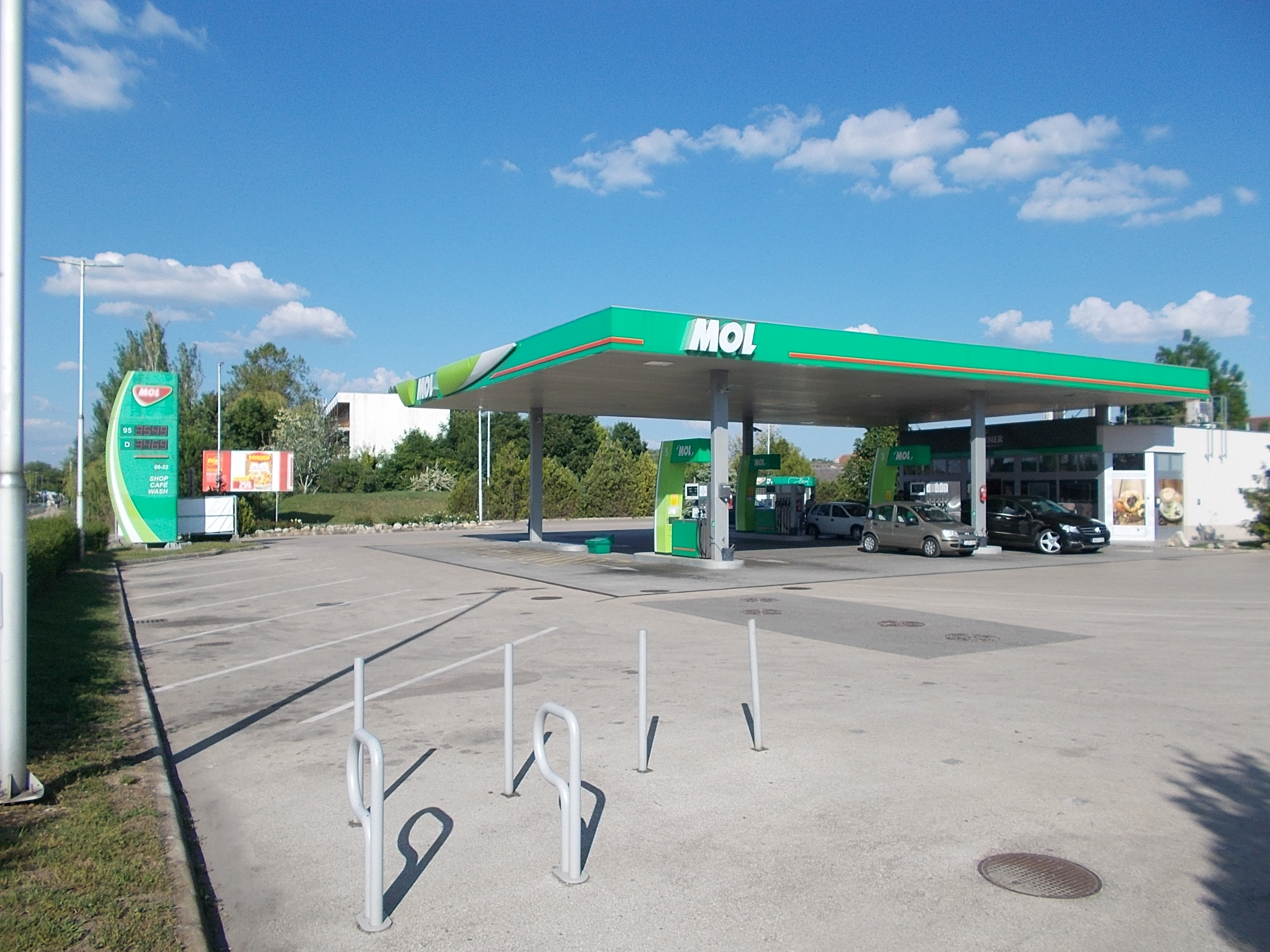
MOL üzemanyagtöltő állomás Gárdonyban

A MOL Magyar Olaj- és Gázipari Nyilvánosan Működő Részvénytársaság, rövidített nevén MOL Nyrt., más néven MOL-csoport, egy magyar multinacionális olaj- és gázipari vállalat, melynek székhelye Budapesten található. A cég jogelődje az 1957-ben alapított Országos Kőolaj- és Gázipari Tröszt (OKGT), mely állami vállalatként 1991-ig működött. A MOL-csoport tagjai többek között a korábban horvát és szlovák állami olaj- és gázipari társaságok, az INA és a Slovnaft.
A Coface CEE Top 500 rangsor szerint 2021-ben és 2022-ben Magyarország 1. és Közép- és Kelet-Európa 3. legnagyobb forgalmú vállalata, 2013-ban pedig 402. helyen állt a világ legnagyobb vállalatainak Fortune Global 500-as listáján, bevétele pedig megegyezett Magyarország akkori GDP-jének egyötödével. Piaci kapitalizációja (piaci értéke) 2016. június 16-án 1 672 milliárd forint, aznapi árfolyamon körülbelül 6 milliárd USD volt. A MOL Magyarország legnyereségesebb vállalata, nettó nyeresége 2021-ben 1,75 milliárd dollár volt.
A MOL vertikálisan integrált és az olaj- és gázipar minden területén tevékenykedik, beleértve a kutatást, a termelést, a finomítást, a forgalmazást, a petrolkémiai vegyi anyagokat, az energiatermelést és a kereskedelmet. 2018-tól a MOL világszerte több mint 30 országban működik, 26 000 embert foglalkoztat, kilenc országban (főként Közép- és Kelet-Európában) közel 2000 benzinkútja van hat márkanév alatt, emellett piacvezető Magyarországon, Szlovákiában, Horvátországban és Bosznia-Hercegovinában. Közép-kelet-európai downstream tevékenységei olyan termékeket gyártanak és értékesítenek, mint üzemanyagok, kenőanyagok, adalékanyagok és petrolkémiai termékek. A vállalat legjelentősebb tevékenységi területei: Közép- és Kelet-Európa, Dél-Európa, az Északi-tenger, a Közel-Kelet, Afrika, Pakisztán, Oroszország és Kazahsztán.
A MOL elsődleges tőzsdei jegyzett a Budapesti Értéktőzsdén, ahol a BUX Index részét képezi. 2019 januárjában 9,7 milliárd dolláros piaci kapitalizációval rendelkezett és a második legnagyobb társaság volt a Budapesti Értéktőzsdén. A MOL másodlagos tőzsdén is szerepel Varsóban.

## Története

### Az alapítás előtti időszak
A cég története egészen 1930-as évekig nyúlik vissza.1937-ben amerikai segítséggel (EUROGASCO) kezdődött meg a zalai olaj kitermelése. 1938-ban alapították meg a Magyar–Amerikai Olajipari Társaságot (MAORT), a zalai olajmezőket 1940-re már csúcsra járatták.
A második világháború idején a németek vették át, és megalakult a Magyar–Német Ásványolajművek (MANÁT), mely a háború végéig, napi rendszerességgel szállította a kitermelt zalai kőolajat Németországba. (Ekkoriban havonta 67 ezer tonna kőolajat termeltek ki.)
1946-ban a szovjetek kezébe került a társaság, létrejött a Magyar–Szovjet Nyersolaj Részvénytársaság (kezdetben: MASZOVOL, majd MASZOLAJ). Ekkor helyeződött át a kőolaj és földgáz kitermelésének központja a Dél-Alföld, azon belül főleg Algyő térségébe.
1957-ben létrehozták az Országos Kőolaj- és Gázipari Trösztöt. A kiskereskedelemmel és az üzemanyag értékesítéssel az Ásványolaj-forgalmi Vállalat (ÁFOR) foglalkozott.

### Az alapítás
A MOL-t 1991. október 1-én, az Országos Kőolaj- és Gázipari Tröszt kilenc tagvállalatának összevonásával alapították meg. A tröszt tizennégy további vállalata máshová került. Az Állami Vagyonügynökség 1993 júliusában kezdte meg az addig állami tulajdonú vállalat privatizálását. A társaságok tényleges integrációja 1995-re fejeződött be, és a korábban elkülönült vállalatok egy közös szervezeten belül folytatták a működésüket. A MOL privatizációs stratégiáról hozott döntése választ adott azokra a nemzetközi piaci, politikai és jogi kihívásokra, amelyekkel a társaságnak a Szovjetunió szétesésének káoszát követően szembesülnie kellett. Így vált az olaj- és gázipar regionális konszolidációjának úttörőjévé.

### Regionális terjeszkedés
1995-től az Állami Privatizációs és Vagyonkezelő Rt. (ÁPV Rt.) folytatta a vállalat privatizációját. 1998-ig a vállalat 75%-át privatizálták, további privatizációra 2002-ben került sor. 2005-ben az ÁPV Rt. már csak a részvények 11,78%-ával rendelkezett. Ezt a 11,78%-ot 2006 decemberében adta el a Budapesti Értéktőzsdén keresztül. Azóta 1 db szavazatelsőbbségi részvénye van az államnak. 2007 júliusában 10%-ot kapott kölcsön a menedzsmenttől a Magyar Fejlesztési Bank Invest Zrt. Így újra tud gyakorolni némi befolyást az állam.
1995-ben a vállalat először terjeszkedett túl a nemzeti határokon, töltőállomásokat nyitva Erdélyben, Romániában. A következő években a MOL tovább bővült, és 2000-ben 36 százalékos részesedést szerzett a szlovák nemzeti olajtársaságban, a Slovnaftban. Így lett a Társaság Közép-Európában az első olajipari vállalat, amely határokon átnyúló partnerséget létesített, és egyben új üzleti ágazatot nyitott a magyar petrolkémiai társaság, a Tiszai Vegyi Kombinát 32,9 százalékának megszerzésének köszönhetően.

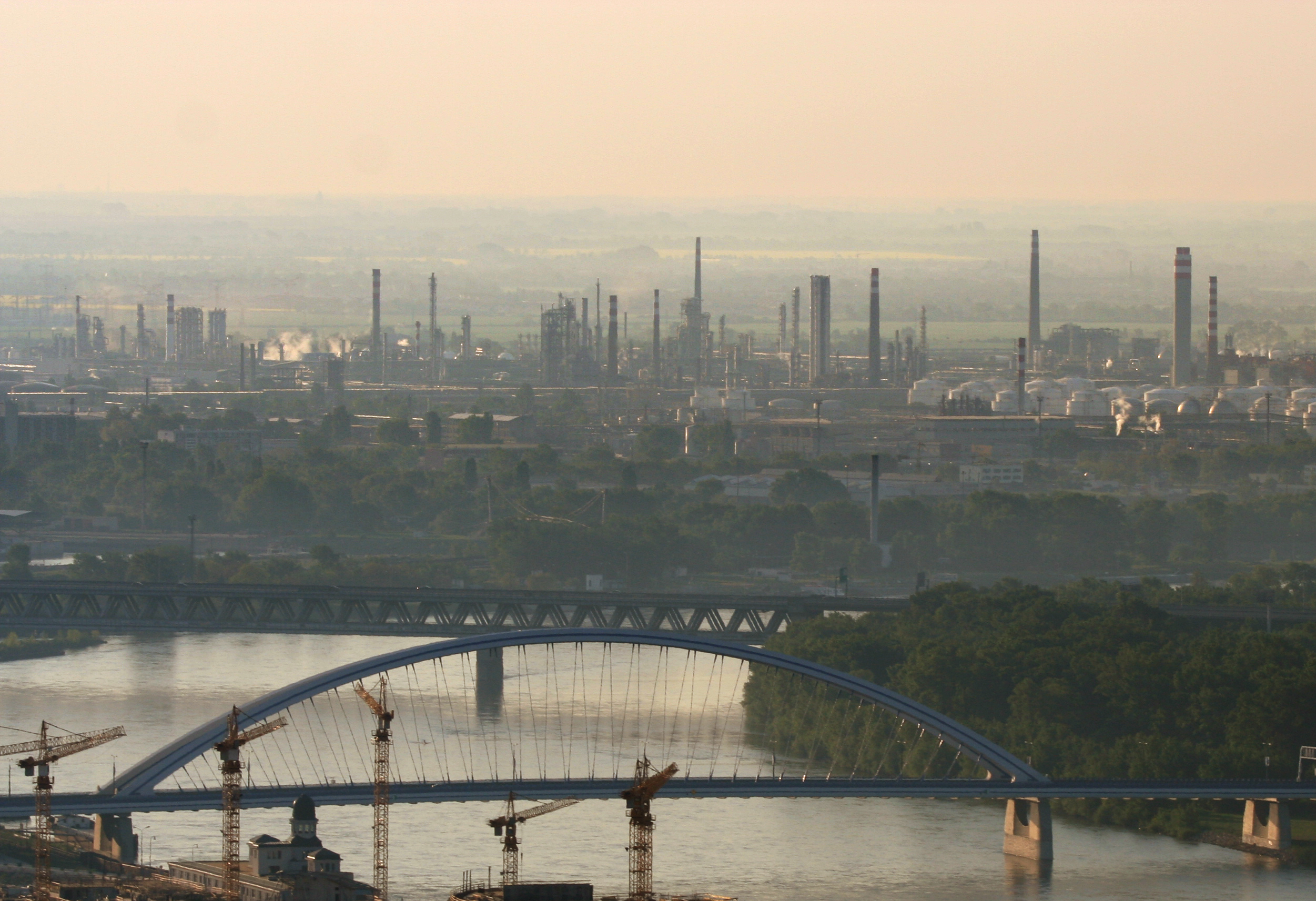
Slovnaft, Pozsony

1999-ben a MOL megjelent Pakisztánban, és a TAL Blokk, az ország egyik legnagyobb szénhidrogéntermelő blokkja üzemeltetőjévé vált a termelésben 8,42 százalékot elérő részesedésével.

### Nemzetközi terjeszkedés
Az INA, a horvátországi nemzeti olajipari társaság 2002. évi privatizációs törvénye alapján 2002. májusában indították el a 25 százalék + 1 részvényrészesedés privatizációját célzó nyilvános tendert. A MOL 505 millió dolláros ajánlattal nyerte meg a pályázatot az OMV 420 millió dolláros ajánlatával szemben. 2008. október 3-án tovább nőtt részesedése, mely így már elérte a 45%-ot, ezt követően, 2009. június 6-án a MOL átvette az INA irányítását, tulajdoni hányada jelenleg 49%.
2004-re a MOL több lépésben teljes hányadában megszerezte a szlovák nemzeti olajfinomítót, a Slovnaftot, A vezető magyar etilén- és polipropilén-gyártó Tiszai Vegyi Kombinát (TVK) felett már 2001-ben ellenőrzést szerzett azzal, hogy a vállalatban 34,5 százalékra növelte részvényrészesedését, melyet követően 2006-ban az olajipari társaság 86,56 százalékra, majd 2015-re 100 százalékra növelve részesedését, s így a TVK tulajdonosa lett. A tiszaújvárosi társaság neve 2015. augusztus 1-jétől Mol Petrolkémia.
2003 és 2005 között a MOL eljutott a Shell Romania teljes felvásárlásáig. A MOL 2004-ben egy korneuburgi üzemanyagtároló megvásárlásával lépett be az osztrák piacra, egy évre rá a Roth töltőállomás-hálózatot is fölvásárolta.
A MOL 2003 óta van jelen Szerbiában, ahol 2005-ben nyitotta első töltőállomását. Jelenleg 62 MOL-töltőállomás működik az országban, ahol a vállalat a második legnagyobb importőr az üzemanyag-nagykereskedelem piacán. A MOL Szerbia 2019 szeptemberében új üzemanyag-terminált nyitott Karlócán (Sremski Karlovci). Szerbiában az teljes beruházás értéke meghaladja az 500 millió eurót, a létesítmény üzemanyagok tárolását és feldolgozását szolgálja az országban jelenleg működő 62 benzinkútja részére. Az üzemanyag-terminál a MOL legnagyobb beruházása Szerbiába az elmúlt 15 évben.
2007 augusztusában a MOL megvásárolta az IES-t, az Italiana Energia e Servizi S.p.A.-t, a mantovai olajfinomító és egy 165 egységből álló olaszországi kiskereskedelmi lánc tulajdonosát.
2007-ben a MOL belépett Irak kurdisztáni régiójába, ahol leányvállalata, a MOL Kalegran 20 százalékkal rendelkezik a Shaikan Blokkban.  Ezen túl 2009-ben a MOL 10 százalékos részesedést vásárolt a Pearl Petroleum konzorciumban (Pearl) a Crescent Petroleum és a Dana Gas PJSC társaságtól.
A MOL 2007 novemberében egy új regionális kezdeményezésről, az Új Európai Transzmissziós Rendszer (NETS) elnevezésű közös regionális gázvezeték-rendszer létrehozásáról számolt be. 2007. december 20-án a MOL stratégiai együttműködést jelentett be a csehországi ČEZ (České energetické závody)  energiaellátóval. A ČEZ-zel közösen létrehozott vállalkozás a gázüzemű energiatermelésre és a kapcsolódó gázinfrastruktúrára összpontosít Közép- és Délkelet-Európában, először két 800 MW-os erőművet indítva Magyarországon és Szlovákiában. Miután a stratégiai partnerség keretein belül részvényeinek 7 százalékát eladta a ČEZ-nek, a MOL 2008. március 10-én bejelentette, hogy ugyanilyen megfontolások mentén 8 százalékos részvényrészesedést értékesít az Ománi Olajvállalat számára.

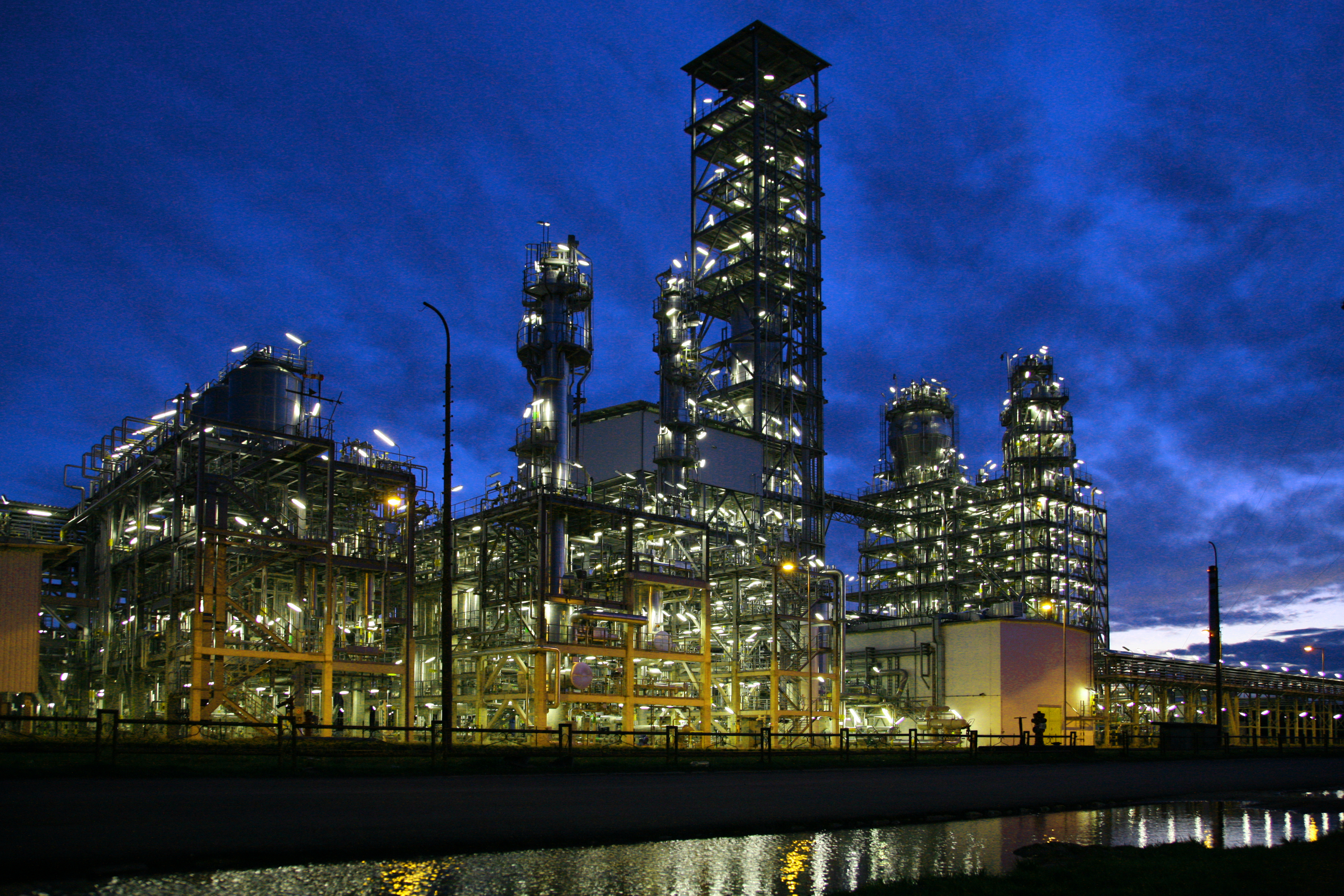
A Slovnaft új polipropilén üzeme

A MOL 2008. május 9-én megállapodást írt alá 35 százalékos részvényrészesedés megvásárlásáról az indiai ONGC által működtetett blokkban, Indiában. Ugyanebben az évben a MOL megszerezte az INA részvényeinek újabb 22,16 százalékát a Zágrábi Értéktőzsde nyilvános ajánlata révén.
A cég tulajdonhányada 2010-ben 15,6%-ban magyar, 84,4%-ban külföldi volt. 2011. május 24-én a második Orbán-kormány megvásárolta az orosz Szurgutneftyegaz tulajdonolta részvényeket, így az állam 21,2%-nyi részvényhez jutott összesen 1,88 milliárd euró értékben, (aznapi árfolyamon számolva mintegy 500 milliárd forintért). 2012 júniusában megvásárolta Pap Oil, illetve Bohemia Realty Company vegyipari cégek fúzióját, így 149-re emelte cseh benzinkút-hálózatát. A vásárlást július 7-én lezárták.
2013 végén a MOL belépett az északi-tengeri területre a Wintershall portfóliójának megszerzésével, amely már termelő olajmezők és a még csak induló projektek elegyét foglalta magában. Ezenkívül pozíciót szerzett a Scott központban az Északi-tenger középső részén. A MOL tovább bővítette kutatási portfólióját azáltal, hogy 2015-ben belépett Norvégiába, miután megszerezte az Ithaca Petroleum Norge-t.
2014. május 8-án a MOL bejelentette, hogy megvásárolta az olasz Eni csehországi, szlovákiai és romániai leányvállalatait, beleértve az addig Agip márkanév alatt működő 208 benzinkútból álló kiskereskedelmi hálózatot. Az ügylet szintén magában foglalta az Eni nagykereskedelmi érdekeltségeinek átvételét Csehországban, Szlovákiában és Romániában. Csehországban a 125 új benzinkútnak és a szintén csoporthoz tartozó 24 Slovnaft és 125 PAP Oil töltőállomásnak köszönhetően a MOL kiskereskedelmi piaci részesedése meghaladta a 10 százalékot. A 274 töltőállomással a MOL-csoport lett a második legnagyobb üzemanyag-kiskereskedő az országban. Szlovákiában így már 253 benzinkút tartozott a teljes hálózathoz az akkor felvásárolt 41 töltőállomással. Romániában 42 kúttal bővült a meglévő hálózat, amely így 189 elemű lett és a kiskereskedelmi piaci értékesítés 12 százalékát adta.
A MOL 2022 és 2023 folyamán két nagy akvizíción keresztül bővítette a regionális portfólióját. 2022-ben bejelentették, hogy a MOL belép a lengyel üzemanyag kiskereskedelem-piacra: 417 db Lotos töltőállomást vásárolt meg a PKN Orlen lengyel állami energiavállalattól, és így a harmadik legnagyobb szereplővé vált Lengyelországban ebben a szegmensben. Ezzel Lengyelország lett a legnagyobb piac, ahol a MOL-csoport jelen van és ahol több kútja van itt, mint Magyarországon. 2023-ban felvásárolta az OMV Slovenijat, s ennek köszönhetően több mint 170 töltőállomás került hozzá, melyből 39-et az Európai Bizottság feltételeinek megfelelően továbbértékesített a Shellnek. Így a MOL-csoport 2023-ban összesen több mint 2500 töltőállomásból álló hálózatot működtetett Kelet-Közép-Európában.

### Transzformáció

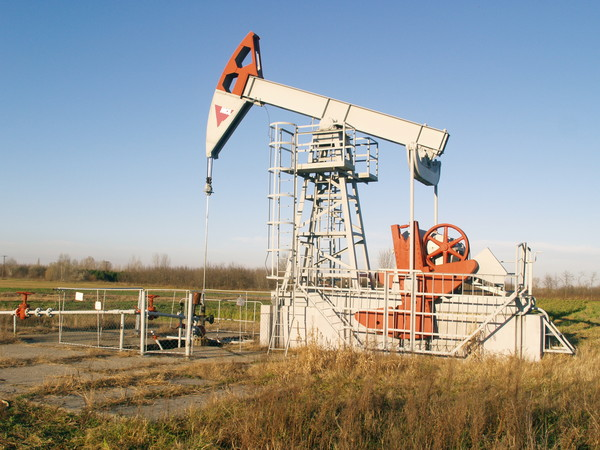
Kőolajkút

2016-ban a MOL-csoport bejelentette új, hosszú távú, MOL 2030 Enter Tomorrow stratégiáját, amely a várható fosszilis tüzelőanyag-csúcsigényre reagál. A vállalat szerint az integrált upstream-downstream üzleti modell továbbra is erőteljes és stabil nyereségességet biztosítana a következő 10–15 évben, ám az új beruházások elengedhetetlenek a MOL jövője szempontjából. A stratégia részeként a vállalat célja a klasszikus olaj- és gázipari üzletág diverzifikálása, és a régió vezető vegyipari- és fogyasztási cikkekkel és szolgáltatásokkal foglalkozó társasággá történő átalakítása. A Wall Street Journal szerint: „A MOL olyan átalakítási stratégiával rendelkezik, amely arra a kérdésre, hogy milyen változások várhatóak a nagy energiaszolgáltatók környezetében a következő évtizedben, a legegyértelműbb válaszokat megfogalmazóbbak közé tartozik.”

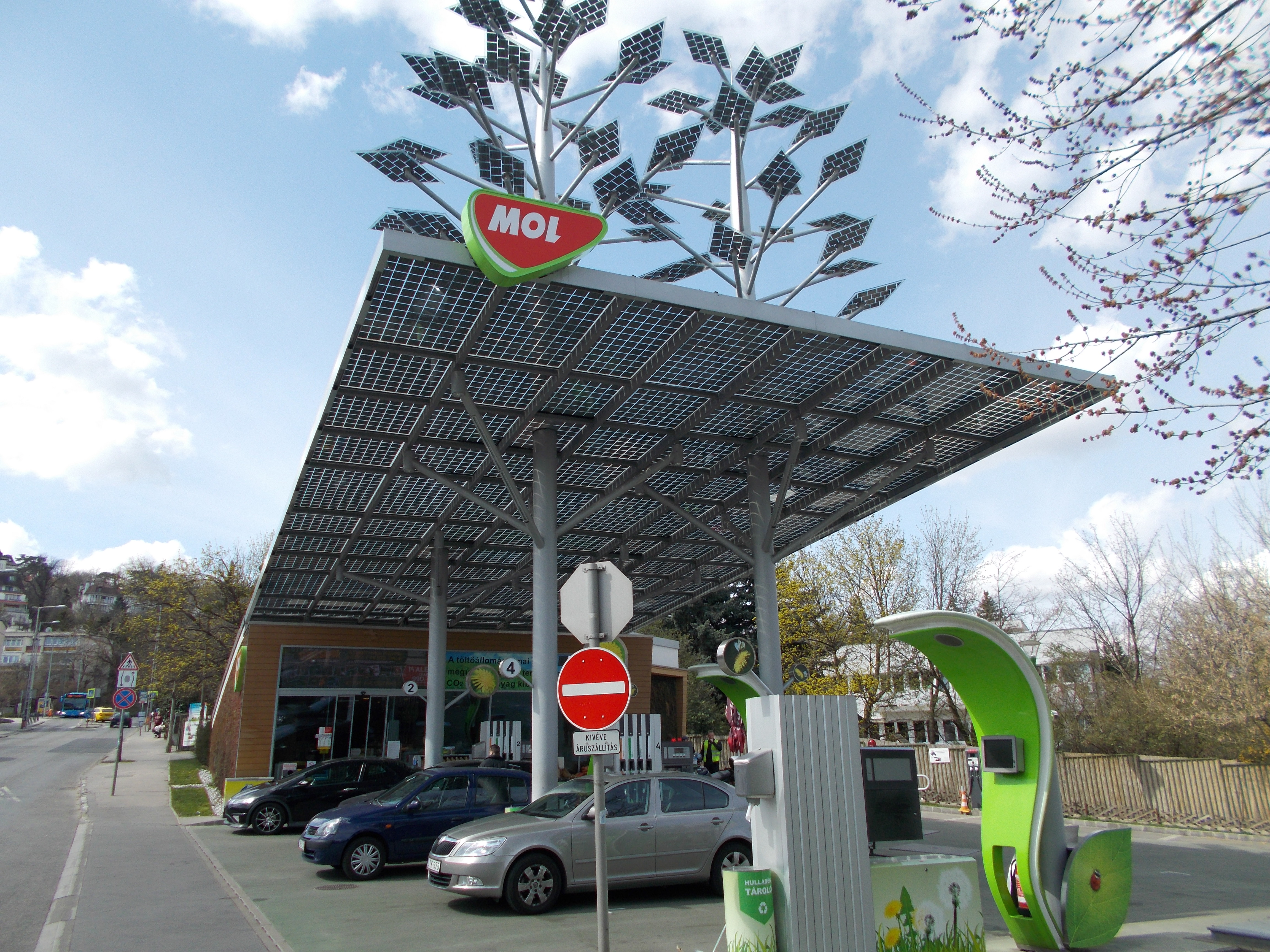
MOL Öko (napelemes) benzinkútja Budapest XII. kerületében

A MOL 2030-ig a 4 és fél milliárd dollár összegű beruházást tervezett a petrolkémiai üzletágának fejlesztésére, a fogyasztási cikkek szegmenséből a magasabb hozzáadott értékű vegyi termékek felé törekszik.  Az új stratégiát követő egyik első projekt a Polyol vegyipari projekt volt. A MOL 2018. szeptemberében befejezte a projektberuházást, és mérnöki, beszerzési és építési (EPC) szerződéseket írt alá a német ThyssenKrupp konszernnel.
2019 októberében Hernádi Zsolt, Koncz Ferenc, Sami Pelkonen és Varga Mihály lefektette a tiszaújvárosi komplexum alapkövét. 2023-ban sikeresen megtörtént a kísérleti üzem tesztelése.
A MOL 2030 Enter Tomorrow stratégia részeként a vállalat megkezdte az újrahasznosítás lehetőségeinek feltárását, 2018-ban partnerséget alakított ki a műanyag újrahasznosítás céljából a német APK-val, majd 2019-ben megvásárolta a német Aurora újrahasznosított műanyag-keveréket gyártó céget.
Kiskereskedelmi stratégiájának részeként a MOL célja, hogy napi fogyasztási cikkek (FMCG) forgalmazójává váljon, illetve hogy megreformálja Kelet-Közép Európában a közlekedést. A vállalat 2030-ra kitűzött célja a fogyasztói szolgáltatások EBITDA-értékének (kamatok, adózás és értékcsökkenési leírás előtti eredményének) 15 százalékról 30 százalékra való megduplázása.
2019 szeptemberében, 18 országból több mint 100 friss diplomás kezdte pályafutását a MOL-csoport frissdiplomásoknak szóló Growww karrierprogramján belül, a 2005-ben indított program már több mint 2500 résztvevőt számlált.
A MOL 2021 februárjában “Shape Tomorrow” címmel frissítette és aktualizálta hosszútávú stratégáját, hogy Kelet-Közép-Európa körkörös gazdaságának vezető szereplőjévé váljon. A frissített stratégiában még nagyobb fókuszt kaptak a fenntarthatósági célok, illetve új elemként megjelent a körforgásos gazdaság. A stratégia szerint a MOL továbbra is elkötelezett amellett, hogy a hagyományos, fosszilis üzemanyag alapú tevékenységét alacsony szén-dioxid-kibocsátású, fenntartható üzleti modellé alakítsa át.
2022-ben a MOL és Budapesti Közművek felearányú részesedésével a MOHU MOL Hulladékgazdálkodási Zrt.-vel párhuzamosan létrejött budapesti székhelyű koncessziós társaság, a MOHU Budapest Zrt. a 2022 nyarán elnyert koncessziós pályázat értelmében 2023. július 1-jétől 35 évig irányítja Magyarországon a települési lakossági és ipari eredetű szilárd hulladékgazdálkodást: hulladékgyűjtést, továbbá annak újrahasznosítással vagy ártalmatlanítással történő kezelését. A Budapesti Közművek FKF Köztisztasági Divíziójától pedig átvette a Fővárosi Hulladékhasznosító Mű és a Pusztazámori Regionális Hulladékkezelő Központ üzemeltetését. (A fővárosban és Budaörsön a szilárd hulladék begyűjtése és a főváros kezelésében álló közterületek takarítása az FKF feladata maradt.)

## A MOL-csoport napjainkban

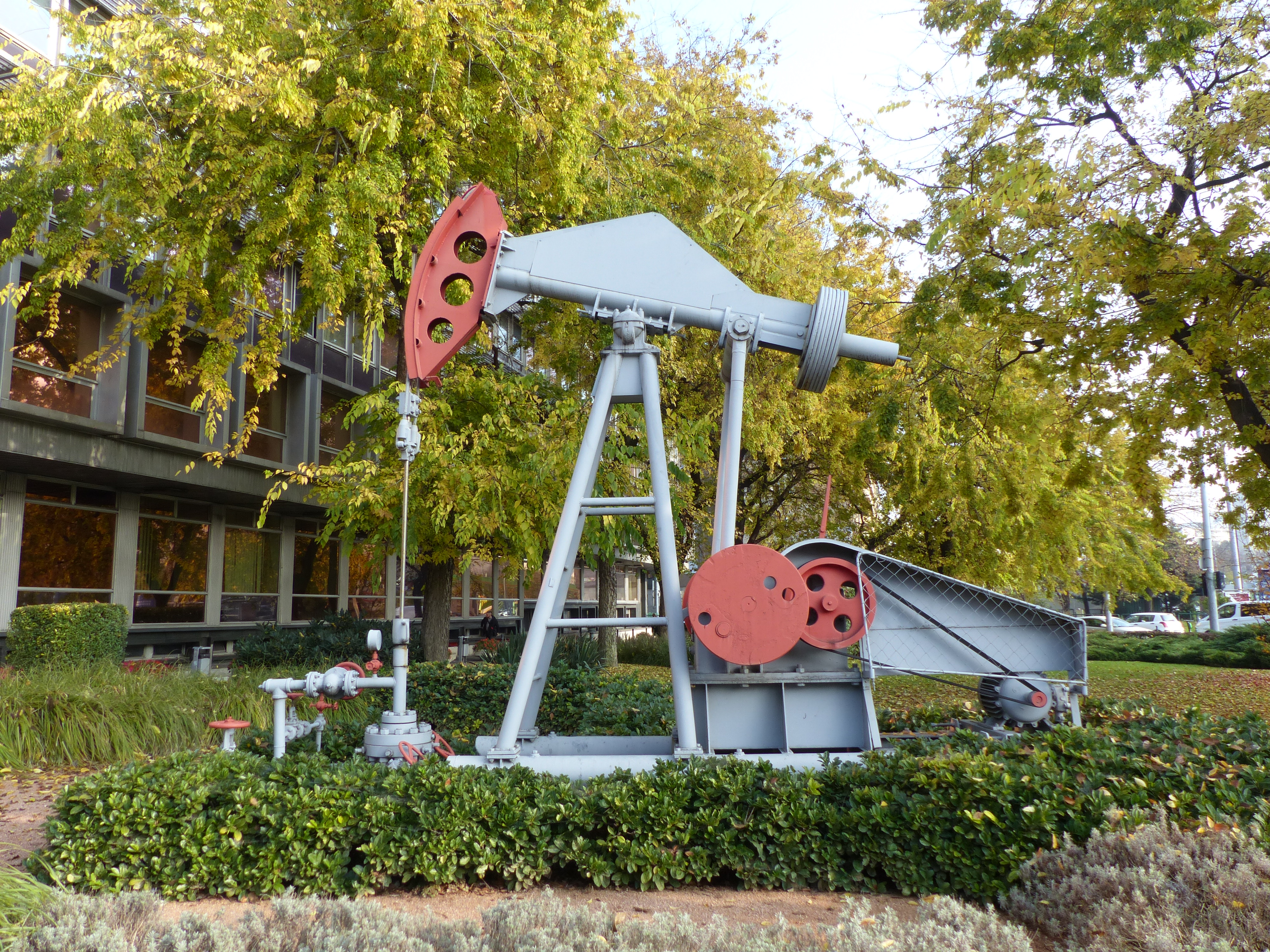
Olajkút a MOL korábbi székháza előtt

### Szervezeti felépítés
A MOL számos leányvállalattal rendelkezik üzleti tevékenysége különböző területein. Ezek közül a legfontosabb leányvállalatok a Slovnaft, az INA és a MOL Group Italy, a MOL Polska és a MOL Slovenia.

### Vezetés
A MOL-csoport vezető, irányító testülete a 11 tagú Igazgatótanács. Tagjai közül négyen egyben ügyvezető tisztséget is betöltenek, míg heten vezetőtisztség nélküli igazgatósági tag minőségben vesznek részt az Igazgatóság munkájában. Az Igazgatóság három ügyvezető tagja az elnök, Hernádi Zsolt, aki egyben vezérigazgató is, Molnár József, a csoport vezérigazgatója, Bacsa György a MOL Magyarország ügyvezetője, valamint Világi Oszkár, a Csoportszintű Innovatív Üzletágak És Szolgáltatások ügyvezető igazgatója. A felügyelőbizottságot Áldott Zoltán vezeti, aki egyben a Slovnaft felügyelőbizottságának elnöke is.

### Tulajdonosi szerkezet
A MOL Nyrt. tulajdonosi szerkezete 2022. december 31-én az alábbiak szerint alakult:
- 31,22% - külföldi befektetők (többnyire intézmények)
- 10,49% - MOL-Új Európa Alapítvány
- 10,00% - Maecenas Universitatis Corvini Alapítvány[68]
- 10,00% - Mathias Corvinus Collegium Alapítvány
- 8,99% - belföldi intézményi befektetők
- 7,95% - MOL Nyrt. dolgozói részvényprogram szervezete
- 5,31% - belföldi magánbefektetők
- 5,16% - OTP Bank Nyrt. + OTP Alapkezelő
- 4,18% - ING Bank N.V.
- 4,20% - UniCredit Bank AG
- 2,51% - MOL Nyrt. (saját részvények)

### MOL Campus
2017-ben a MOL bejelentette, hogy az akkor Budapest több különböző kerületében dolgozó munkavállalói számára létrehoz egy központi épületet, ahol munkatársai a legmodernebb munkakörülmények között dolgozhatnak majd. Az új székház a MOL Campus nevet kapta, és a Kopaszi-gát mellett építették fel. A komplexum egy 28 emeletes, 120 méteres toronyból és a hozzá tartozó pódiumból áll. Az épületet a fenntartható építészet úttörője, a brit Foster + Partners tervezte. A campus tetejére egy, a nyilvánosság számára is látogatható kilátóterasz is épült. Emellett a MOL Campus egyedülálló irodai megoldásai mellett Budapest legzöldebb irodaháza címre is pályázott. A campus területe 86.000 négyzetmétert foglal magába, és akár 2500 fő befogadására is alkalmas. A torony Budapest legmagasabb épületeként Kelet-Közép-Európában a brit stúdió második építményeként valósult meg. A MOL Campus alapkövét 2018 októberében tették le. 2019 júniusában a MOL bemutatta az első belsőépítészeti látványtervet, amelyet a berlini székhelyű KINZO belsőépítész cég készített.
A MOL Campus átadására 2022. december 8-án került sor.
A MOL a korábban 3 kerületben, 9 különböző épületben dolgozó, kollégáját költöztette az új székházba, amelynek elsődleges küldetése, hogy harmonikus munkakörnyezetet teremtsen a dolgozóknak és – a MOL stratégiájával összhangban – biztosítsa a hatékony munkavégzést. A belső terek kialakításakor szempont volt, hogy olyan modern, fenntartható és ideális munkahely jöjjön létre, amely támogatja az együttműködést. Az irodák kialakítása az ABW (Activity-Based Workplace) - tevékenység-alapú iroda modellt követi, azaz a munkavállalók adott feladatuktól függően maguk dönthetnek az épületen belüli változatosan kialakított és különféle hangulatú terek közül az aktuális munkahelyükről, és ezt bármikor rugalmasan változtathatják.
A zöld terek a központi átriumtól egészen a kilátóteraszig, az épület egészét keresztülszövik, így hozva közelebb a természetet a munkahelyhez. E terek közösségi katalizátorok is, hiszen segítik a kollégák együttműködését, de támogatják a kikapcsolódást és az inspirációt is. A beáramló természetes fény és a hőmérséklet szabályozására a legfejlettebb technológia szolgál, annak érdekében, hogy minden körülmény megfelelő legyen a dolgozók elvárásainak.
A MOL-Csoport 2030+ stratégiáját támogatva, az új MOL Campus a fenntarthatóság jegyében épült. A MOL Campus a legszigorúbb fenntarthatósági elvárásokat is teljesíti. Magyarországon egyedülálló módon sikeresen megszerezte mind a LEED Platinum, mind a BREAM Excellent minősítést az olyan innovatív megoldásoknak köszönhetően, mint a 900 m2 napelem, a geotermikus energiát használó hűtési és fűtési rendszer, valamint a szürkevíz újrahasznosítás.
Az épület 29. emeletén található a publikum számára is nyitott SkyDeck kilátóterasz, ahova az épület földszintjén található Látogatóközpontból panorámalift visz fel a 120 m magasan található kilátópontra.
A Kilátóterasz meglátogatása belépőjegyhez kötött, melyet online lehet előzetesen megvásárolni, a földszinti látogatóközpont interaktív kiállítását viszont bárki szabadon megtekintheti a nyitvatartási időben.
A MOL Campusban továbbá számos olyan szolgáltatás és eszköz található, mely a nagyközönség számára igénybevehető, többek közt Fresh Corner Cafe, bisztró, baba-mama szoba, ATM, illemhelyiségek, defibrillátor, ingyenes wifi, külső kerékpártároló és szépségszalon.

## Tevékenység

### Kutatás-termelési (upstream) tevékenységek
A MOL-csoport jelenleg tíz országban van jelen olaj- és gázipari kutatási és termelési eszközökkel, közülük nyolcban folytat kitermelést. Közép- és Kelet-Európán (Magyarország és Horvátország), valamint azok szomszédos térségén túl a MOL jelen van és stratégiai partnerségi viszonyt ápol a FÁK-térséggel (Oroszország és Kazahsztán), jelen van a Közel-Keleten, Afrikában és Pakisztánban, csakúgy, mint az Északi-tengeren (Egyesült Királyság, Norvégia).

Egykori logója

A MOL olaj- és gáztermelésének csaknem kétharmada Magyarországról és Horvátországból származik. Annak ellenére, hogy a közép-kelet-európai olajmezők régen megművelés alatt állnak, a vállalatnak sikerült megfordítania a termelés visszaesésének tendenciáját, az olajtermelés húsz százalékkal nőtt 2016-ban az optimalizálási, fokozott olajvisszanyerést eredményező intézkedéseknek köszönhetően.
A társaság a Premier Oil (50%) és a Cairn Energy (30%) társaságában 20 százalékos részesedéssel rendelkezik az Északi-tengeri Catcher térség olaj- és gázblokkjában. Az Egyesült Királyság Energiaügyi és Klímaváltozási Minisztériuma 2014 júniusában véglegesen jóváhagyott egy 1 milliárd font értékű fejlesztést. Az FPSO (Floating Production Storage and Offloading) olajmezőről először 2017. decemberében termeltek ki olajat.
Norvégia fontos szerepet játszik a MOL-csoport nemzetközi kutatási portfóliójában. A társaság az Ithaca Petroleum Norge felvásárlását követően 2015-ben lépett Norvégiába, és azóta jelen van az Északi-tenger három legfontosabb területén,  Central Graben Southban, South Viking Grabenben és az Észak-tenger északi részén). 2018 végén a MOL Norge megkezdte első mélyfúrását az Oppdal/Driva kutatás keretében.
A MOL kutatási licenccel rendelkezik az alábbi országokban, illetve területeken (ld. a bejelentés dátumát is!):
- Jemen, „48-as” és „49-es” kutatási blokk, 2002
- Kazahsztán, Fedorovszkij blokk, 2004-; Észak-Karpovszkij, 2012-2017
- Horvátország és Magyarország, Slatina és Zaláta, 2006
- Oroszország, Szurgut-7-es blokk és Matyuskinszkij blokk, 2006/2007-2011; Bajtuganszkoje-olajmező, 2006/2007-
- Kamerun, Ngosso, engedélyezett blokk, 2007-2015
- Irak, Akri Bijeel blokk, 2007-2015; Shaikan 2007-, Pearl
- Pakisztán, Margala 2007-, Margala North 2007-2015, DG Khan 2015-
- Omán Block 43B 2006-2013, Block 66 2012-2021
- Norvégia, 2015-2022
- Románia EX-1, EX-5, EX-6 2010-

A MOL külföldi termelési egységekkel rendelkezik (ld. a bejelentés dátumát is!):
- Pakisztán, Tal Blokk, 2004- Karak Blokk 2008-, Ghauri 2013-2017
- Azerbajdzsán 2020-
- Norvégia PL102 2015-2022
- UK 2015-2022

2019 novemberében a MOL megállapodást írt alá a Chevronnal, megszerezve annak 9,57%-os részesedését az Azeri-Chirag-Gunashli (ACG) olajmezőben, amely a világ egyik legnagyobb olajmezője, amely a Kaszpi-tenger alatt található, és további 8,9%-os részesedést szerzett a Baku-Tbiliszi-Ceyhan (BTC) csővezetékben. A csővezeték nyersolajat szállít az ACG-ből a földközi-tengeri Ceyhan kikötőjébe. A teljes tranzakció értéke 1,57 milliárd dollár volt.
Innen először 2023-ban érkezett mintegy 90 000 tonnányi Azeri Light típusú kőolaj a Seavelvet tartályhajón a törökországi Ceyhan kikötőjéből a horvátországi Omisaljba, ahonnan aztán az Adria vezetéken keresztül a szlovákiai Slovnaft Finomítóba került. A MOL ezzel egy teljesen integrált értékláncot hozott létre, azaz egy tulajdonában lévő mezőről kitermelt kőolajból a saját finomítójában feldolgozott kőolajtermékeket képes értékesíteni.
Jelentős mennyiségű kőolajat talált a MOL Vecsés határában, 2100 méter mélyen. A MOL 2022 júliusában kezdett kutatófúrásba a területen, ahol a szükséges vizsgálatok elvégzése után bebizonyosodott, hogy addig ismeretlen kőolajmezőt sikerült felfedezni. Az új kút napi 600 hordó termeléssel indult, úgy tervezték, hogy 700-1000 hordós termelése mintegy 10 százalékkal növeli a MOL Magyarország és 5 százalékkal Magyarország kőolajkitermelését. A Vecsés-2 nevű olajkút a MOL harmadik legnagyobb hozamú magyarországi kútja lett, mely egyedül képes lett kiváltani az elöregedő algyői olajmező teljes éves természetes hozamcsökkenését. 2024 májusában újabb kutatófúrást végeztek a kőolajmező további feltérképezésére. A találat eredményeként a Vecsés-1 elnevezésű kút napi 1300 hordó próbatermeléssel indult, ami körülbelül 1,5 százalékkal tovább növelte a MOL-csoport teljes szénhidrogén-kitermelését. A két sikeres fúrás után a MOL egy harmadik kútfúrást is tervbe vett a vecsési olajmezőn.

### Feldolgozással és kereskedelemmel kapcsolatos (downstream) tevékenységek
A MOL-csoport összesen 20,9 millió tonnás finomítói-, és 2,2 millió tonnás petrolkémiai kapacitással rendelkezik. A downstream eszközállományban 6 termelőegység található: négy finomító és két petrolkémiai üzem, melyeket az országhatárokon átívelő, logisztikai és nagykereskedelmi, integrált ellátási láncmenedzsment keretében működtet. A százhalombattai és a pozsonyi finomítókat, 10,6-os, illetve 11,5-ös Nelson komplexitási indexükkel, a legjövedelmezőbbek között tartják számon Európában.
A MOL petrolkémiai termékeket is gyárt és forgalmaz világszerte és e téren is vezető szerepet tölt be a közép-kelet-európai régióban. Termékeit több mint 40 országban értékesítik. A MOL petrolkémiai portfóliója kiváló minőségű poliolefin termékekből (nagy és alacsony sűrűségű polietilén, polipropilén), valamint butadiénből áll.
A MOL 2030 Enter Tomorrow stratégiába azt a célt tűzte ki a vállalat, hogy az értékes, nem motorüzemanyagok részarányát 2030-ra fokozatosan, 50 százalék fölé emelje a jelenlegi 30 százalékról. Emellett a MOL-csoport szándékában áll a petrolkémiai üzletág oly módon történő fejlesztése, hogy mellette változatlanul ki tudja elégíteni a jövedelmező termékek, úgymint a repülőgép-üzemanyagok, a kenőanyagok és alapolajok iránti egyre növekvő igényt is.
Minthogy a MOL célja petrolkémiai üzletágának bővítése, ezért a társaság 1,2 milliárd eurót különített el propilénoxid alapú poliolokba történő fejlesztésekre. Ez egy, az autóipar, a csomagolás és a bútorgyártás területén használatos nagy értékű termék. 2018-ban végleges befektetési döntést hozott Polyol projektjéről, amely a vállalat életében a legjelentősebb a 2021-ig történt beruházások közül.
2018-ban a MOL petrolkémiai portfóliója bővítése érdekében stratégiai partnerséget kötött a német APK-val, támogatva az APK műanyag-újrahasznosító üzemének Merseburgban történő befejezését. Az újrahasznosítási és fenntarthatósági törekvések részeként az üzem egy „Newcycling” elnevezésű innovatív technológiát honosít meg az üzemben, amelynek révén műanyag hulladékokból kiváló minőségű újrafeldolgozott anyagok állíthatók elő.
A földgázágazatban a fő hangsúly az olyan extenzív nagynyomású gázvezetéken keresztül történő gázszállításon van, melynek hossza meghaladja az 5700 kilométert (3500 mérföldet). A MOL tagja volt a Nabucco Gas Pipeline nevű projektcégnek is.
A társaság támogatja a második generációs bioüzemanyagok kutatását a Pannon Egyetemen.
A MOL-csoport 2022-ben felvásárolta a ReMat Zrt-t, Magyarország piacvezető műanyag újrahasznosító vállalatát, amely kommunális és ipari hulladékot használ fel regranulátum előállítására.  A MOL teljes műanyag újrahasznosító kapacitása - a korábban megvásárolt németországi Aurora Kunststoffe Gmbh-val együtt – évi 40 000 tonnára emelkedett. A MOL ezzel megkezdte portfolió kiépítését a műanyag-újrahasznosítás és az integrált hulladékkezelés területén. 
2023 nyarán együttműködést kötöttek a Lummus Technology elnevezésű céggel a műanyagok kémiai újrahasznosítása területén. A Lummus a MOL-csoport rendelkezésére bocsájtotta műanyaghulladék-feldolgozó technológiáját, amely képes hatékonyan átalakítani a műanyaghulladékot nagy értékű vegyipari termékekké és egyéb alapanyagokká, ezzel visszaforgatva az anyagot a körforgásos gazdaságba.
A MOL 25 százalékos résztulajdonosa a Rossi Biofuelnek, amely a használt étolajok, a (olaj- és) zsírfogók anyagainak, az állati zsiradékok vagy a növényi olajgyártásból származó maradékok feldolgozását is lehetővé teszi, így bioalapanyag keletkezik. Az ún. co-processing eljárás során a Dunai Finomítóban a bioalapanyagot a fosszilis komponensekkel együtt dolgozzák fel az üzemanyag-előállítás során, hogy fenntarthatóbb dízelt állítsanak elő, növelve az üzemanyagok megújuló részarányát és csökkentve akár 200.000 tonna/évvel a CO2 kibocsátást anélkül, hogy ez negatívan befolyásolná az üzemanyag minőségét. 
A MOL 2023 júliusában átvette a Szarvasi Biogázüzemet. A hulladékfeldolgozó létesítmény szerves hulladékot használ villamos energia és hő előállítására, kapcsolt energiatermeléssel, körülbelül 4 MW elektromos csúcskapacitással. Az üzem évente több mint 40 000 tonna, a régió hústermeléséből származó hulladékot dolgoz fel, és további 53 000 tonna maradék hulladékot (például hígtrágyát és trágyát) a szomszédos állattartó és húsfeldolgozó gazdaságokból.  Ezenkívül mintegy 18 000 tonna mezőgazdasági szubsztrátot használnak alapanyagként a több mint 12,5 millió köbméter biogázt előállító üzem számára. 
A gumibitumen-technológiát, a bitumenből és hulladék gumiabroncsokból előállított gumibitumen gyártásának technológiáját a MOL és a Pannon Egyetem közösen fejlesztette ki. Az új gumibitumen üzem zalai telephelyen épült fel, ami mintegy 10 millió dolláros beruházást jelent. Az egy év alatt megvalósult létesítmény évi 20 000 tonna gumibitumen előállítására képes.
Emellett a MOL a egyik legnagyobb kapacitású zöld hidrogén üzemét építi Százhalombattán. A 22 millió eurós beruházás célja, hogy megújuló forrásból származó elektromos áram segítségével évente 1600 tonna zöld hidrogént állítsanak elő és ezzel 25 000 tonnával csökkentsék szén-dioxid-kibocsátásunkat.
A MOL és partnerei 73,8%-os részesedést szereztek az ALTEO Energiaszolgáltató Nyrt.-ben. Az ALTEO összes megújulóenergia-kapacitása jelenleg 69 MW tesz ki, ebből 47 MW szélenergia, 19 MW napenergia, további 3 MW pedig a vízenergia és biogázüzemek adnak.
A MOL a Budapest Airporttal, a RÜK-kel és a WizzAirrel együttműködve megkezdte a fenntartható repülőgép-üzemanyag (SAF) kereskedelmi tesztelését is.
A MOL-csoport horvát leányvállalata, az INA tesztüzembe helyezte Horvátország második legnagyobb naperőművét Virjében, amely a második legnagyobb ilyen létesítmény az országban.

### Fogyasztói szolgáltatások (kiskereskedelem)
2023-ra a MOL-csoport több mint 2500 benzinkúttal rendelkező hálózatot épített ki, hat márkanév alatt kilenc közép-kelet-európai országban, Magyarországon, Szlovákiában, Horvátországban, Romániában, a Cseh Köztársaságban, Szerbiában, Szlovéniában, Bosznia-Hercegovinában és Montenegróban. A technológiai fejlődést és az új fogyasztói szokásokat figyelembe véve, valamint arra törekedve, hogy a vállalat felkészüljön a meghatározóan motorüzemanyagon alapuló korszak utáni időkre, a társaság azt a célt tűzte ki maga elé, hogy a piacon szélesebb spektrumban jelenjen meg termékeivel és szolgáltatásaival.
E cél elérése érdekében 10 milliós lakossági ügyfélkörére építve a MOL már új vállalkozásokba fogott, ideértve az e-mobilitást, az autómegosztást és a flottakezelést. MOL 2030 Enter Tomorrow stratégia részeként az e-mobilitásra és az alternatív üzemanyagokra is külön figyelmet szentel a vállalat. 2018-ban a társaság saját autómegosztó szolgáltatást indított Budapesten, a MOL Limot.
A MOL Fresh Corner hálózata Közép-Európa legnagyobb kávézólánca – amelynek Magyarországon 285 töltőállomáson, illetve két különálló üzletben összesen 287 egysége működik (ebből egyik a vállalat központjában, a MOL Campusban). 2022-ben csoportszinten 26 millió hot-dogot értékesítettek, ami azt jelenti, hogy minden 15. tranzakció hot-dog eladásból származott.

### Hulladékgazdálkodás
A MOL 2023. július 1-jét követően 35 évig végezheti az évi közel 5 millió tonna magyarországi települési szilárdhulladék begyűjtését, valamint gondoskodik annak kezeléséről, és kapcsolódó beruházásokat valósít meg. A vállalat az első tíz évben mintegy 185 milliárd forintot fordít infrastrukturális és technológiai fejlesztésekre, a kötelező visszaváltási rendszer és a kiterjesztett gyártói felelősségi rendszer működtetésére, valamint kialakít egy, évente legalább 100 ezer tonna települési szilárd hulladék energetikai hasznosítására alkalmas üzemet is. A vállalat a koncessziós szerződésen kívül is komplex hulladékgazdálkodási rendszert működtet: évente 100-120 ezer tonna saját hulladék sorsáról gondoskodik, emellett jelentős mennyiségű külső hulladék kezelésére is képes, illetve belépett a műanyag-újrahasznosítás területére is. A vállalat gumibitument gyárt használt abroncsokból, használt sütő- és gépolajat hasznosít újra, illetve energiát is termel a már anyagában nem újrahasznosítható hulladékból.

## Gazdálkodási adatok
Adózás előtti eredmény
- 2016-ban 272,5 milliárd forint[119]

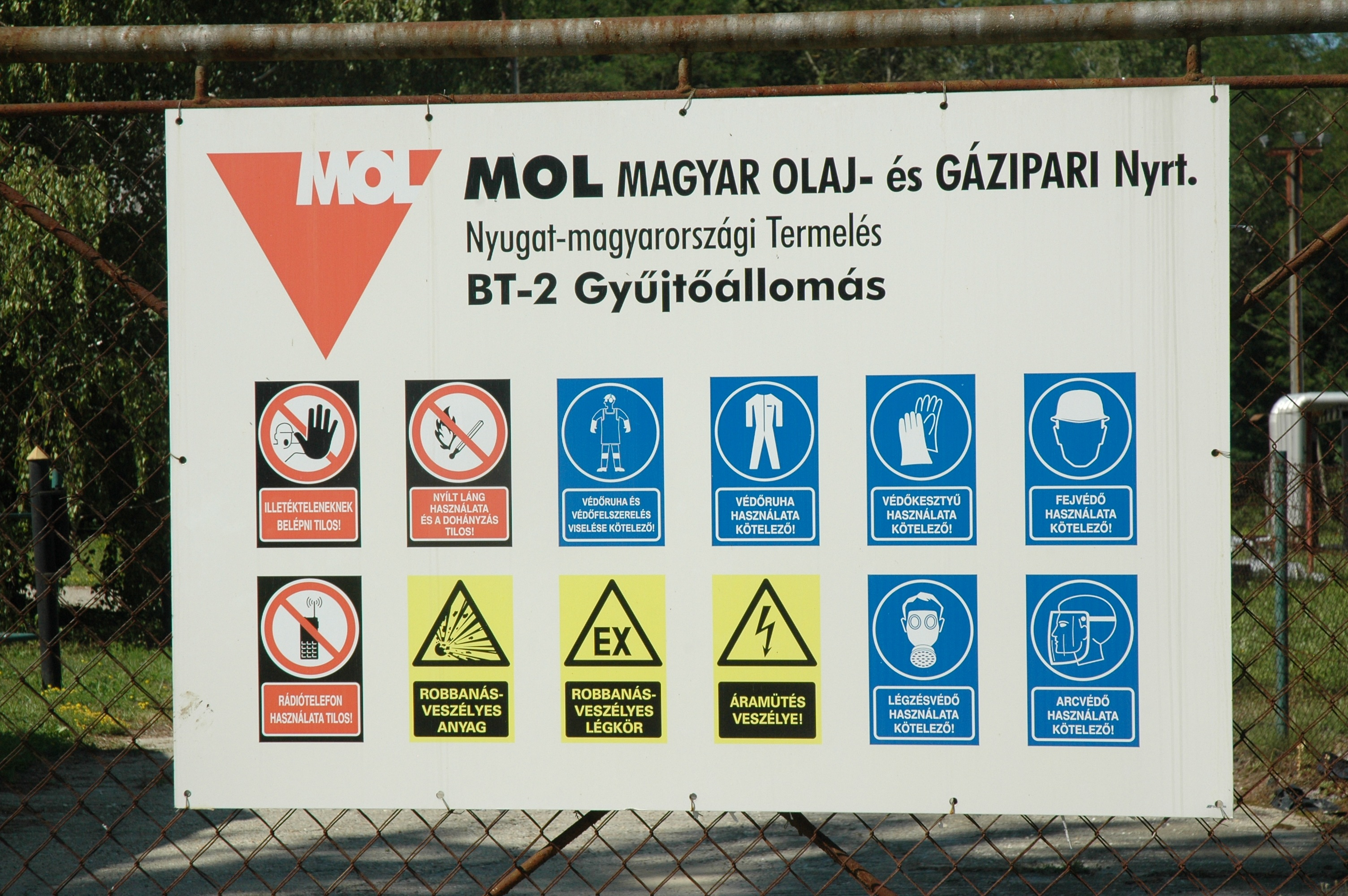
Tábla a MOL budafapusztai telephelye kerítésén

- 2015-ben -303 milliárd forint (veszteség)[120]
- 2008-ban 158,0 milliárd forint[121]
- 2007-ben 344,3 milliárd forint[122]
- 2006-ban 377,1 milliárd forint[123]
- 2005-ben 277,2 milliárd forint[124]
- 2004-ben 262,7 milliárd forint[125]
- 2003-ban 72,1 milliárd forint[126]
- 2002-ben 66,9 milliárd forint[127]
- 2001-ben -3,2 milliárd forint (veszteség)[128]
- 2000-ben 22,6 milliárd forint[129]

## Viták

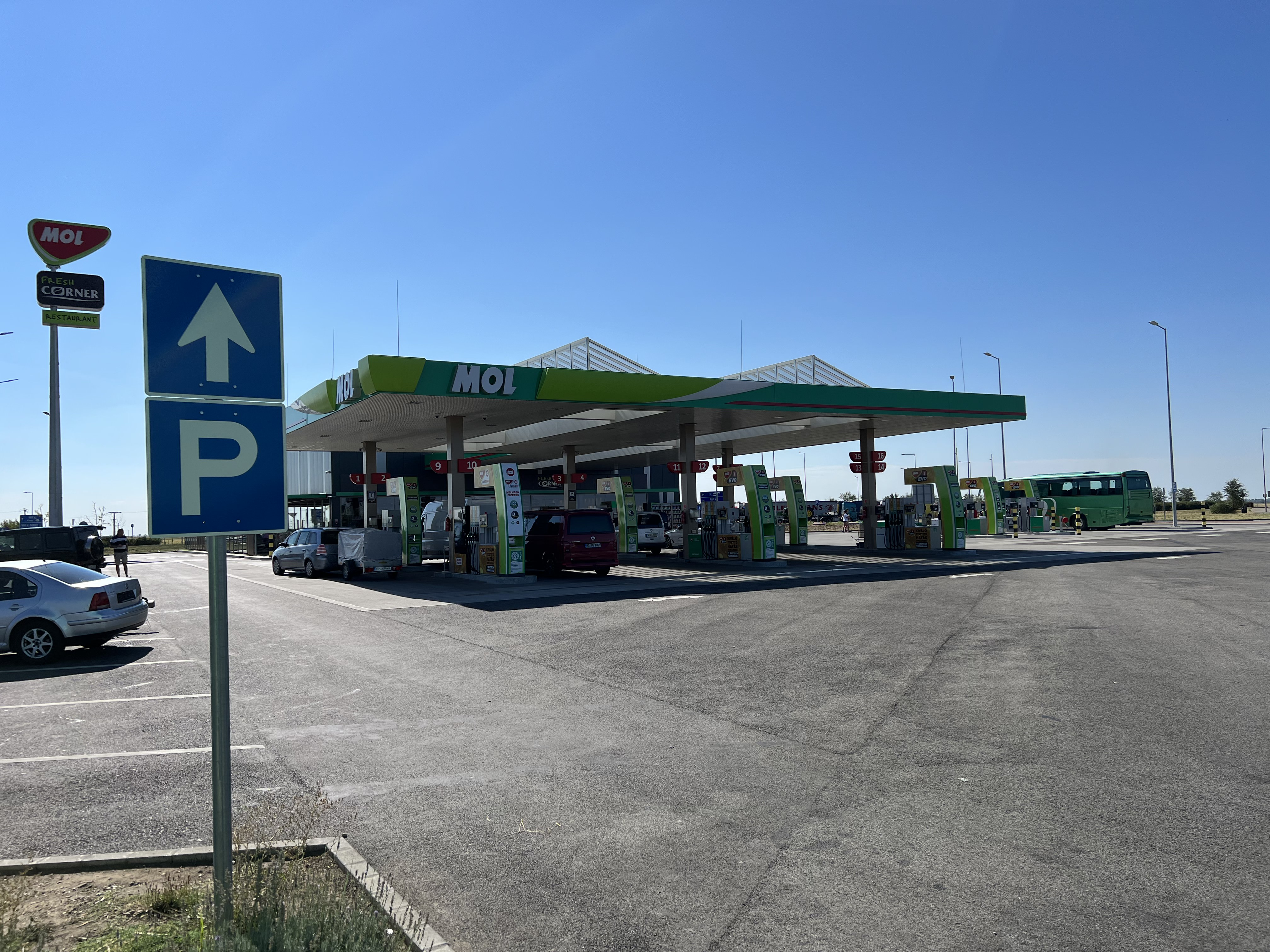
A Kövegyi Szent Gellért pihenőhely, Magyarország legnagyobb MOL töltőállomásával az M43-as autópályán

### Az OMV átvételi kísérlete
2007 júniusában az OMV osztrák energiavállalat nyilvános vételi ajánlatot tett a MOL részvényeire, amelyet a magyar társaság elutasított. Az Európai Bizottság 2008. március 6-án mélyreható vizsgálatot indított az OMV-nek a MOL megszerzésére irányuló vételi ajánlatával kapcsolatban. Ezután a vizsgálat lezárását követően 2008. június 24-én küldte meg az OMV-nek a MOL átvételi kísérletével kapcsolatos „kifogásközlését”. Ezt követően, 2009 márciusában, az OMV eladta a MOL-ban meglévő 21 százaléknyi részvényét a Surgutneftegas részére. A MOL ezt a lépést "barátságtalan lépésnek" nevezte és állította, hogy az OMV ezzel a lépésével az orosz érdekeket szolgálta.

### Surgutneftegas részvények
Miután az OMV 2009-ben eladta a MOL-ban lévő 21 százalékos részesedését a Surgutneftgas számára, a MOL a Surgutneftegas átláthatatlan tulajdonosi struktúrájára hivatkozva megtagadta az orosz vállalat teljes jogú részvényesként való nyilvántartásba vételét. Ennek eredményeként a Surgutneftegasnak nem volt képviselője az igazgatótanácsban és nem volt joga a részvényesek közgyűlésén élni szavazati jogával. A MOL azzal védte a Surgutneftegast jogaiban korlátozó döntését, hogy az orosz vállalat nem fejezte ki egyértelműen a társasággal kapcsolatos szándékát. 2011 májusában a magyar kormány megvásárolta az orosz Surgutneftegas részvényeit, így a magyar állam szerezte meg a MOL részvényeinek 21,2 százalékát.

### Az INA-val kapcsolatos jogviták
2011-ben Horvátország vizsgálatot indított Ivo Sanader volt miniszterelnök ellen, aki állítólag 10 millió eurós vesztegetést fogadott el a MOL-tól, cserébe a horvát kormány jóváhagyja a részvényesi megállapodás első módosítását, melynek következtében a MOL szerezte meg a vállalatirányítási jogokat. A vádakat a MOL-csoport elnök-vezérigazgatója, Hernádi Zsolt ellen fogalmazták meg. A MOL többször tagadta az összes vádat. Nem sokkal ezután a magyar ügyészség vesztegetés gyanúja címén indított nyomozást, melyet 2012-ben az ügyben elkövetett bűncselekményekkel kapcsolatos gyanúsításokat megalapozatlannak nyilvánított és elutasította őket.
2013 szeptemberében a zágrábi bíróság Hernádi ellen elfogatóparancsot adott ki, aki így az Interpol vörös körözési listájára is felkerült. Hernádi Zsolt kiadatását a magyar bíróság megtagadta. 2013 november végén a MOL egy korábbi alkalmazottja pótmagánvádas eljárást indított Hernádi Zsolt ellen, amelyben azt állította, hogy az INA törvénytelen megszerzése állt a MOL részvényeinek csökkenése mögött. 2014. májusában a Fővárosi Törvényszék megszüntette az eljárást a hivatali vesztegetés miatti büntetőperben, a csalás és vagyoni hátrány okozása miatti vádak alól pedig felmentette. 2014 decemberében jogerősen helybenhagyták a nemzetközi kapcsolatokban elkövetett vesztegetés és más bűncselekmények miatti elsőfokú felmentő ítéletet, amelyet a másodfokon eljáró Fővárosi Ítélőtábla is átvett.
2014-ben a horvát kormány választottbírósági eljárást kezdeményezett a MOL ellen az ENSZ Genfben működő választott bíróságánál, az UNCITRAL nál, a Közgyűlési Részvényesi Megállapodás első módosításának érvénytelenítését kérve, azt állítva, hogy a MOL jogellenesen szerzett irányítási jogot az INÁ-ban. 2016. decemberében az UNICTRAL, a genfi választott bíróság, meghozta döntését és Horvátországnak a vesztegetésre, valamint a részvényesi megállapodás megszegésére vonatkozó valamennyi vádját elutasította.
A Zágráb Megyei Bíróság 2019. decemberében  elsőfokú ítéletet hozott a Sander-Hernádi perben, miszerint a MOL vezetőjét vesztegetés vádjában bűnösnek találta és két év börtönbüntetésre ítélte. A MOL-csoport csalódottságát fejezte ki, mivel „a korábbi határozatok, mind a magyar hatóságok, mind pedig a horvát kormány által kezdeményezett nemzetközi választottbíróság (UNCITRAL) részéről azt állapították meg, hogy a MOL nem követett el bűncselekményt.” Megerősítették, hogy „az elnök-vezérigazgató a MOL-csoport Igazgatóságának bizalmát és támogatását továbbra is teljes mértékben élvezi ”.
A magyar kormány egyértelműen politikai nyomásgyakorlásként értékelte Hernádi elítélését. Két neves nemzetközi jogtudóst, Kai Ambost és David Anderson, Baron Anderson of Ipswichet neveztek ki független bírósági megfigyelőnek, hogy a tárgyalások során a bírósági eljárás jogszerűségét figyelemmel kísérjék. Az ítélethirdetést követően a független jogi megfigyelők a horvát bíróságot horvát "nemzeti érdekalapú" elfogultsággal és a tisztességes eljárás nemzetközileg elismert normáinak megsértésével vádolták, ”beleértve ebbe az Emberi Jogok Európai Egyezményének (EJEE) 6. cikkelye (1) bekezdésének megsértését is." A Hernádi letartóztatásáról hozott 2018-as döntést  2020. januárjában szintén a Zágráb Megyei Bíróság helyezte hatályon kívül . A horvát főügyész még fellebbezett a legfelsőbb bíróságon a döntés ellen, de várható volt, hogy az európai elfogatóparancs is visszavonásra kerül. A MOL az ügyben később a Világbank égisze alatt működő, washingtoni székhelyű Beruházási Viták Rendezésének Nemzetközi Központjához (ICSID) fordult, amely 2022. július 5-én közzétett ítéletében kimondta, hogy nem felelnek meg az igazságnak a horvát kormány és bíróság azon állításai, miszerint a MOL vesztegetéssel szerzett irányítási jogot az INA-ban. A korrupciós vádakat Horvátország ebben az eljárásban sem tudta bizonyítani  az ügy koronatanúját pedig teljesen hiteltelennek minősítette a választottbíróság. Az ICSID az eljárás kilencéves időtartama alatt több tucat tanút hallgatott meg, több tízezer oldal iratanyagot vizsgált meg, ami után egyhangú bírói szavazással hoztak ítéletet. A korrupció hiányának megállapításán túlmenően az ICSID a Mol javára a horvát kormány 2014-es gázpiaci intézkedéseivel összefüggésben (késedelmi kamattal együtt) 235 millió dollár kártérítést ítélt meg.
2023. februárjában Davor Filipociv horvát gazdasági miniszter a horvát közszolgálati televízióban azt nyilatkozta, hogy Horvátország kifizeti a MOL-nak a nemzetközi választottbíróság által meghatározott 235 millió dollárt. 2023 áprilisában Hernádi Zsolt, kilenc év után átfogó interjút adott az RTL horvát kereskedelmi csatornának, amelyben az INA ügy kapcsán elmondta „A nemzetközi választott bíróságok – beleértve a Horvátország által delegált bírókat is – egyhangú döntéssel mondták ki azt, hogy nem történt semmilyen  megvesztegetés”.

## Díjak
2016-ban a kőolajipari közgazdászok, mint az év legjobb energiaipari vállalatának, a MOL-csoportnak ítélték a „Downstream Company of the Year, 2016” díjat.
2018-ban az „Energy Company of the Year - Mid Cap” díjat nyerték el.